# Pempeliella enderleini
Pempeliella enderleini is een vlinder uit de familie snuitmotten (Pyralidae). De wetenschappelijke naam is voor het eerst geldig gepubliceerd in 1934 door Rebel.
De soort komt voor in Europa.